# Christoffer Lisson
Christoffer Lisson, né le 28 novembre 1995 à Kalundborg, est un coureur cycliste danois.

## Biographie
Christoffer Lisson naît le 28 novembre 1995 à Kalundborg au Danemark.
En 2013, il remporte le classement général du Grand Prix Général Patton, et termine 2e du Tour du Pays de Vaud et 3e de Liège-La Gleize. Il entre en 2014 dans l'équipe Designa Køkken-Knudsgaard. Il est recruté l'année suivante par Almeborg-Bornholm.

## Palmarès
- 2013[1]
  - 4e étape du Randers Bike Week
  - Classement général du Grand Prix Général Patton
  - 2e du Tour du Pays de Vaud
  - 3e de Liège-La Gleize
- 2015
  - 2e du championnat du Danemark du contre-la-montre par équipes
- 2016
  - 2e étape du Randers Bike Week
  - 2e du Randers Bike Week
  - 3e du championnat du Danemark du contre-la-montre par équipes
- 2017
  - 2e du Chrono des Nations espoirs
- 2018
  -  Champion du Danemark du contre-la-montre par équipes
  - 3e du Skive-Løbet
  - 3e de la Post Cup
- 2019
  - 3e du Skive-Løbet
  - 3e du championnat du Danemark du contre-la-montre par équipes

## Classements mondiaux
| Année                                 | 2017  | 2018  | 2019 | 2020 | 2021 | 2022  |
| ------------------------------------- | ----- | ----- | ---- | ---- | ---- | ----- |
| Classement mondial                    | 1169e | 1248e | 471e | nc   | nc   | 2511e |
| UCI Europe Tour                       | 756e  | 773e  | 365e | nc   | nc   | 1535e |
|                                       |       |       |      |      |      |       |
| Légende : nc = non classéSource : UCI |       |       |      |      |      |       |